# Lisa Gherardini
Lisa di Antonmaria Gherardini, detta anche Lisa del Giocondo e nota universalmente come Monna Lisa (Firenze, 15 giugno 1479 – Firenze, 15 luglio 1542), è stata una nobildonna italiana.
Appartenente all'aristocratica famiglia dei Gherardini di Montagliari, sposò in tenera età Francesco di Bartolomeo del Giocondo, un mercante di tessuti e di seta che in seguito divenne un funzionario d'alto livello della repubblica fiorentina, da cui ebbe cinque figli, conducendo quindi una vita borghese piuttosto confortevole. Secondo Giorgio Vasari e numerosi altri studiosi, Lisa Gherardini fu la donna ritratta nella Gioconda (o Monna Lisa) di Leonardo da Vinci, opera commissionata all'artista durante i primi anni del XVI secolo da suo marito.
Secoli dopo la morte della nobildonna toscana, la Gioconda è diventata il dipinto più famoso del mondo e un simbolo dell'arte occidentale; inoltre, l'attenzione dei collezionisti e degli studiosi d'arte ha fatto in modo che quest'opera divenisse un'icona mondiale, oggetto di ispirazione e commercializzazione. Nel 2005 Lisa Gherardini venne definitivamente identificata come il modello del dipinto di Leonardo.

## Biografia

### Le origini familiari

Stemma della famiglia Gherardini

Firenze, nonostante fosse una delle città più grandi e più ricche del Quattrocento, non era una città in cui la vita sociale era priva di conflittualità, sia da un punto di vista politico, sia da un punto di vista economico; vi erano infatti notevoli disparità tra i cittadini in termini di ricchezza. In questo periodo storico si collocano i Gherardini di Montagliari, un'antica e aristocratica famiglia, che agli inizi del XIV secolo venne bandita da Firenze ed esiliata nel veronese a seguito delle continue lotte tra guelfi e ghibellini e l'accusa di alleanza della famiglia con la città di Siena, avversaria della Repubblica fiorentina. Durante lo scontro con Firenze, il Castello di Montagliari e molti altri edifici della famiglia Gherardini furono rasi al suolo e la Repubblica fiorentina emise un editto di perpetua proibizione ad edificare su quelle terre. Nonostante l'esilio, la famiglia manteneva comunque un proprio ramo in Firenze, dal quale discende Lisa Gherardini.
Al ramo toscano dei Gherardini apparteneva Antonmaria (o Antonio Maria) di Noldo Gherardini, padre di Lisa, un ricco mercante che possedeva (o aveva concesso in affitto) sei aziende agricole sulle colline del Chianti, che producevano grano, vino ed olio d'oliva, oltre che fungere da terreno per il pascolo e per l'allevamento del bestiame. Nel 1465, Antonmaria sposò in prime nozze Lisa di Giovanni Filippo de' Carducci, la quale però morirà di parto. Nel 1473 convolò poi a nozze con Caterina Rucellai, ma come la prima moglie anche lei morirà di parto. Nel 1476, infine, sposò in terze nozze Lucrezia del Caccia, figlia di Piera Spinelli Gherardini, futura madre di Lisa.

### Infanzia e adolescenza

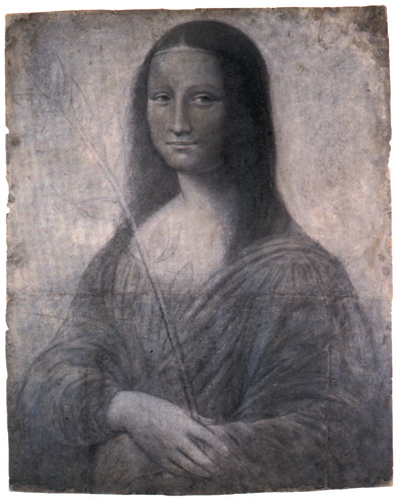
Uno studio a carboncino della Gioconda attribuito a Leonardo da Vinci

Lisa Gherardini nacque a Firenze il 15 giugno 1479, in via Sguazza, una traversa di via Maggio, anche se per molti anni si ipotizzò il suo luogo di nascita fosse villa Vignamaggio, in una delle proprietà di famiglia nei pressi di Greve in Chianti. Chiamata Lisa in onore di una moglie di suo nonno paterno, era la primogenita di sette figli, di cui, oltre a lei, tre femmine, una delle quali di nome Ginevra, e tre fratelli, Giovangualberto, Francesco e Noldo.
La famiglia viveva nel capoluogo toscano inizialmente nei pressi della basilica di Santa Trinita e, in seguito, in un edificio in affitto vicino alla Basilica di Santo Spirito, perché non era in grado di pagare le riparazioni necessarie al restauro della loro precedente casa. Lisa ed i parenti si trasferirono poi in quella che oggi si chiama via de' Pepi, già via de' Bonfanti, nei pressi della Basilica di Santa Croce, dove abitarono vicino a Piero da Vinci, padre di Leonardo. I Gherardini erano inoltre proprietari di una casa di campagna a San Donato in Poggio, a circa 32 chilometri a sud della città. Noldo Gherardini, nonno paterno di Lisa, aveva lasciato in eredità una fattoria sulle colline del Chianti, nei pressi di Reggello; Noldo garantì inoltre un contratto di locazione anche per un altro degli allevamenti dell'ospedale, situato a Panzano in Chianti, e, per controllare la mietitura del grano, la famiglia trascorse lì l'estate, in una casa denominata Ca' di Pesa. Dopo l'improvvisa morte del padre, Lisa andò a vivere da Mariotto Rucellai, suo nonno materno che era in stretti rapporti con i Medici, che fu anche gonfaloniere della Signoria.

### Matrimonio

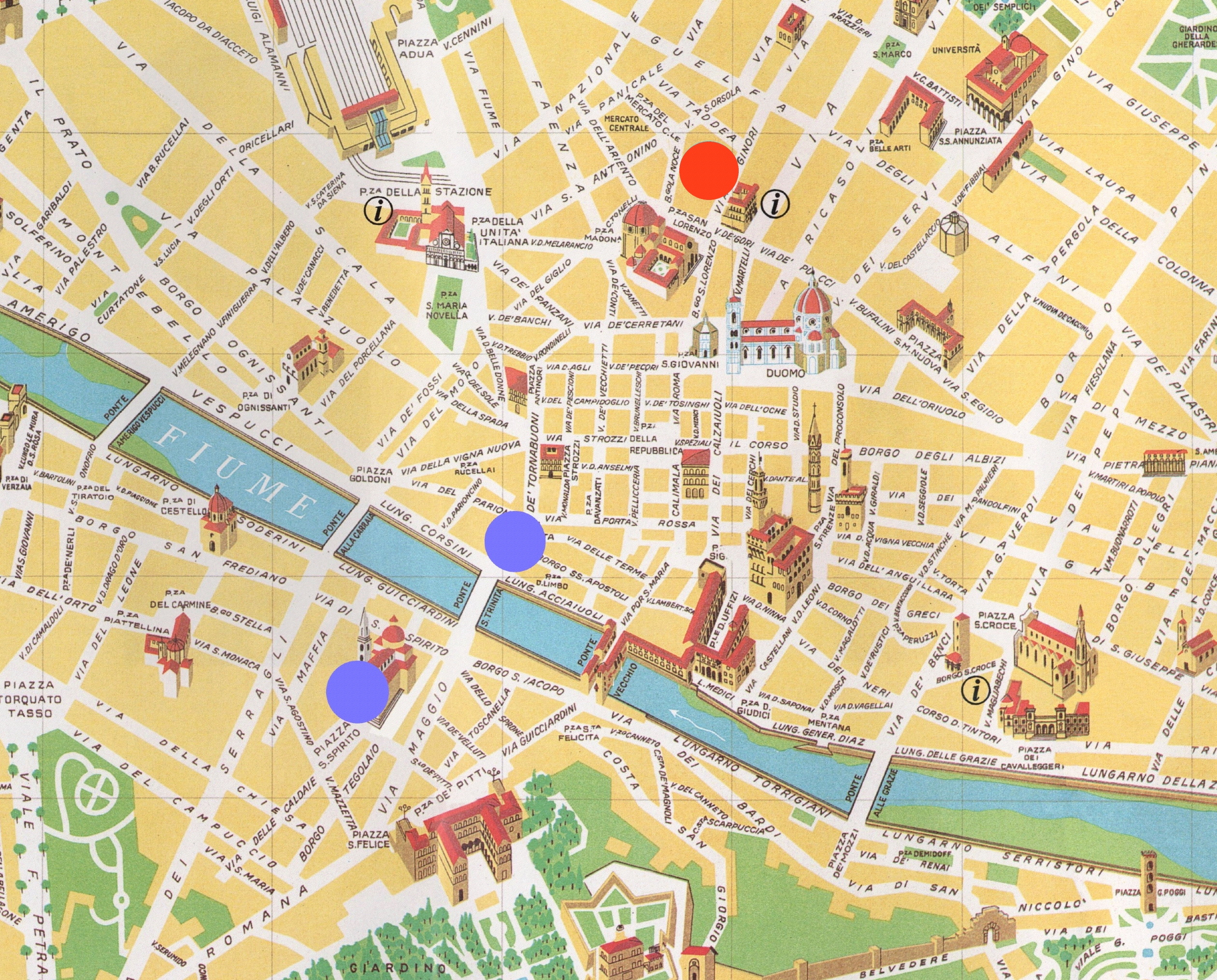
Mappa del centro storico di Firenze. Francesco e Lisa vissero presso Via della Stufa (in rosso). I genitori di Lisa abitarono invece vicino al fiume Arno, prima a nord, poi a sud (in viola).

L'esilio della famiglia medicea del 1494 allontanò da Firenze Giuliano, figlio di Lorenzo il Magnifico e fratello di papa Leone X, che nel frattempo aveva avuto Lisa come amante e, secondo alcuni studiosi, l'aveva anche resa incinta. Il 5 marzo 1495, Lisa sposò, su imposizione del nonno Mariotto, Francesco di Bartolomeo di Zanobi del Giocondo, un mercante di seta e di vesti di modesto successo, proveniente dalla famiglia dei Del Giocondo. All'età di 15 anni, la nobildonna divenne la sua terza moglie; Francesco, nato nel 1465 e quindi più anziano di Lisa di circa quindici anni, aveva infatti sposato in prime nozze nel 1491 Camilla di Mariotto Rucellai, figlia del nonno di Lisa, e in seconde nozze nel 1493 Tommasa di Mariotto Villani; entrambe le precedenti consorti morirono di parto.
La dote di Lisa era composta da 170 fiorini e dall'azienda agricola di San Silvestro, sita tra Castellina in Chianti e San Donato in Poggio, vicino alla casa di campagna di famiglia e a due cascine, che divennero in seguito proprietà di Michelangelo Buonarroti. L'entità della dote della nobildonna è segno del fatto che, all'epoca, quel ramo della famiglia Gherardini era sì benestante, ma non come un tempo; questo inoltre dimostra i veri sentimenti del marito. La coppia mantenne sempre un discreto tenore di vita e il matrimonio migliorò lo status sociale di Lisa, perché la famiglia del marito era più facoltosa della sua; Francesco, invece, ebbe dei vantaggi in quanto la famiglia dei Gherardini era antica e aristocratica ed era un prestigio imparentarvisi. Il 5 marzo 1503 i due furono in grado di acquistare una casa, accanto ad una vecchia proprietà dei Del Giocondo, in via della Stufa; nello stesso anno, Leonardo da Vinci cominciò a dipingere il ritratto di Lisa, su commissione di Francesco.
Lisa e Francesco ebbero cinque figli (Piero, Camilla, Andrea, Giocondo e Marietta) di cui quattro tra il 1496 e il 1507; la nobildonna perse però una bambina nel 1499.Lisa crebbe anche Bartolomeo, figlio di Francesco e della sua prima moglie, Camilla, che aveva un anno quando la madre naturale morì; la matrigna di Lisa, Caterina, e la prima moglie di Francesco erano sorelle, appartenenti alla famiglia Rucellai. Le due figlie femmine, Camilla e Marietta, divennero suore cattoliche, rispettivamente con il nome di suor Beatrice e suor Ludovica: la prima entrò nel convento di San Domenico di Cafaggio (successivamente denominato San Domenico del Maglio), dove venne affidata alle cure della sorella di Antonmaria, suor Albiera, e della sorella di Lisa, suor Camilla (coinvolta all'epoca in uno scandalo per delle relazioni con alcuni uomini); Camilla morì all'età di 18 anni e venne sepolta nella Basilica di Santa Maria Novella. Suor Ludovica, invece, entrò dal 1521 nel Monastero di Sant'Orsola, un convento tenuto in grande considerazione a Firenze, al quale era molto legata la madre Lisa.
Nel 1499, Francesco venne eletto nel Consiglio dei Dodici Buonomini della repubblica fiorentina, prima che, nel 1512, ne divenisse priore, venendo riconfermato in questa carica nel 1524. Ebbe rapporti commerciali e, soprattutto, politici con la potente famiglia dei Medici; nel 1512, quando il governo di Firenze temeva il loro ritorno dall'esilio, Francesco venne imprigionato e multato di 1 000 fiorini, venendo rilasciato nel mese di settembre, quando il potere pubblico della famiglia medicea venne restaurato. Nell'ottobre di quello stesso anno partecipò con un ristretto gruppo di parenti e partigiani medicei al sostegno economico del nuovo governo.

### Morte e sepoltura

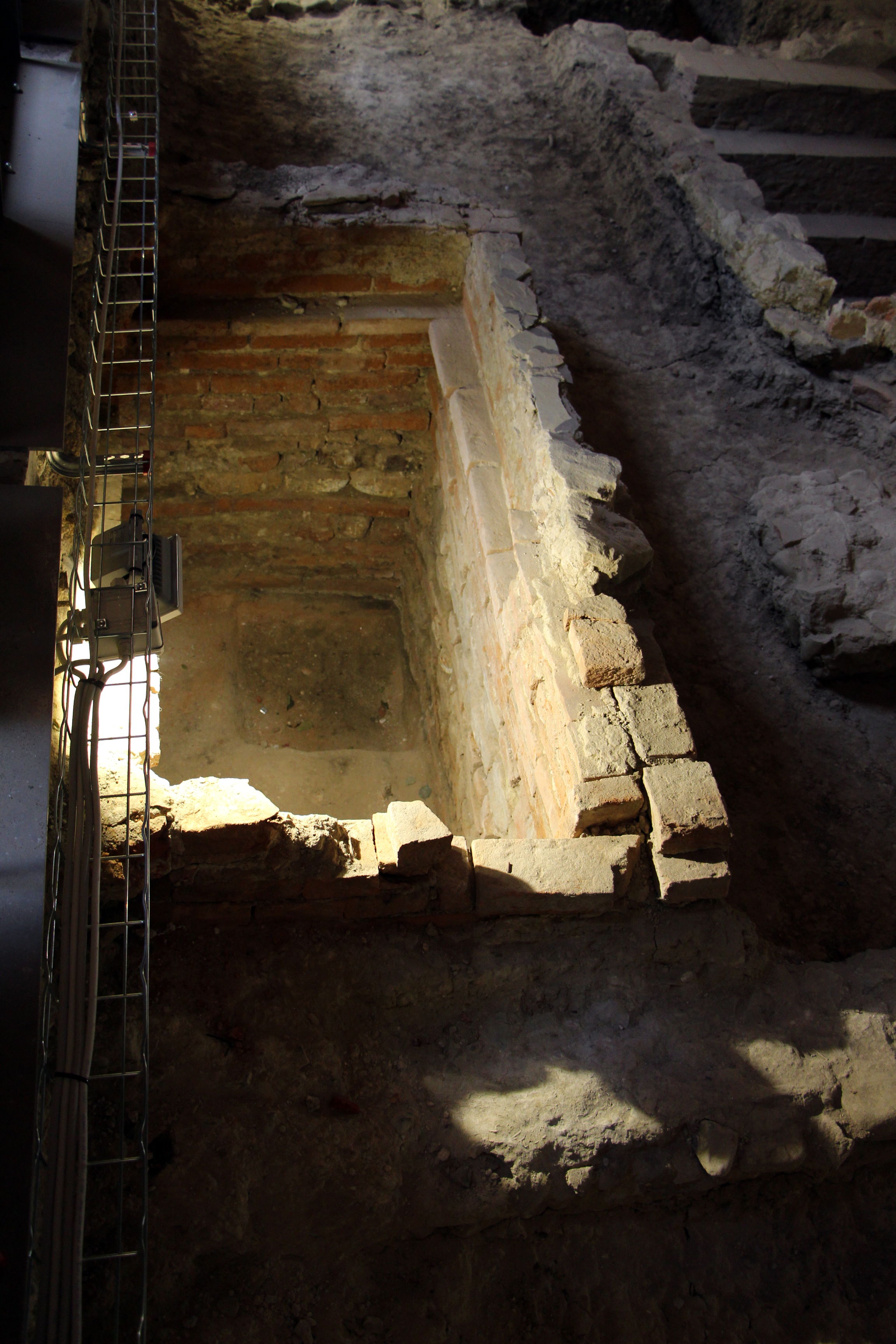
La possibile tomba di Lisa Gherardini, nell'ex-monastero di Sant'Orsola

Nel 1538, Francesco morì di peste; circa quattro anni più tardi, Lisa si ammalò e fu portata da sua figlia suor Ludovica al Monastero di Sant'Orsola, dove morì il 15 luglio 1542, all'età di 63 anni, e qui fu sepolta. Tra le prove relative alla fine della nobildonna vi sono alcune carte come l'attestato nel registro dei decessi della Basilica di San Lorenzo: "Donna fu di Francesco del Giocondo morì addì 15 di luglio 1542 sotterrossi in Sant'Orsola tolse tutto il capitolo" e numerosi altri documenti dell'epoca sul padre Antonmaria e sul marito Francesco. Secondo un altro studio, Francesco visse fino a 80 anni, morendo nel 1539, mentre Lisa potrebbe aver vissuto almeno fino al 1551, quando lei avrebbe avuto 71 o 72 anni. In ogni caso, il ramo toscano dei Gherardini si estinse nel 1743 con la morte di Fabio Gherardini, ultimo gentiluomo della famiglia in Toscana. 
Il 12 maggio 2011 è iniziata un'operazione di ricerca della salma di Lisa Gherardini presso alcune tombe situate sotto l'ex-monastero di Sant'Orsola, allo scopo di comparare i resti del volto di Lisa con l'immagine della Gioconda: tra i resti mortali ritrovati, tre sono stati ritenuti compatibili con le caratteristiche di Monna Lisa.
Nel gennaio 1537, Francesco, nel suo testamento siglato da Piero da Vinci, padre del pittore toscano, aveva stabilito che, alla sua scomparsa, venisse restituita a Lisa la dote, consegnandole inoltre il suo abbigliamento personale ed i suoi gioielli. Riguardo alle cure riservate alla moglie, scrisse delle precise disposizioni alla loro figlia suor Ludovica e a suo figlio Bartolomeo. Il testamento di Francesco infatti recita:
(Testamento di Francesco di Bartolomeo di Zanobi del Giocondo, 29 gennaio 1537)

## La Gioconda di Leonardo da Vinci

La Gioconda, Leonardo da Vinci, 1503-1506, olio su tavola, 77x53 cm (Parigi, Museo del Louvre)

Come altri fiorentini vissuti durante il Rinascimento italiano, i Del Giocondo erano mecenati e appassionati d'arte. Bartolomeo, figlio di Francesco, chiese ad Antonio di Donnino Mazzieri di dipingere un affresco sul sito funerario della famiglia, nella Cappella di Santa Lucia della Basilica della Santissima Annunziata di Firenze. Andrea del Sarto dipinse poi una Madonna per un altro membro della casata. Francesco commissionò a Leonardo da Vinci un ritratto di sua moglie ed a Domenico Puligo un dipinto su San Francesco d'Assisi, sia per festeggiare la nascita del suo terzogenito Andrea, sia per l'acquisto della casa della famiglia in via della Stufa. Secondo altri studiosi invece, a commissionare a Leonardo il quadro fu Giuliano de' Medici, duca di Nemours. In precedenza, alcuni storici dell'arte, tra cui Adolfo Venturi, avevano ipotizzato che il soggetto dell'opera fosse Costanza d'Avalos, duchessa di Francavilla e figlia di Innico I d'Avalos, invece che Lisa Gherardini.
Il dipinto incarna le caratteristiche delle donne virtuose del XV e del XVI secolo; la ragazza è ritratta con la mano destra posata sulla sinistra, posizione che simboleggia la fedeltà matrimoniale.. Leonardo presentò Lisa come una donna affascinante e di successo, forse anche più benestante di quanto non fosse. Le dimensioni del dipinto sono notevoli (77 x 53 cm), pari a quelle delle commissioni acquisite dai ricchi mecenati del tempo; queste caratteristiche vennero interpretate come segni dell'aspirazione sociale di Lisa e di Francesco. Le vesti scure ed il velo nero derivano dall'alta moda spagnola e non sono quindi una rappresentazione del lutto per la morte della sua prima figlia, avvenuta nel 1499, come alcuni studiosi avevano ipotizzato. Inoltre, alcuni pareri hanno supposto la presenza di uno xantelasma nell'incavo dell'occhio sinistro e di un lipoma sulla mano in primo piano, segni che Lisa era affetta da ipercolesterolemia e ipertrigliceridemia.

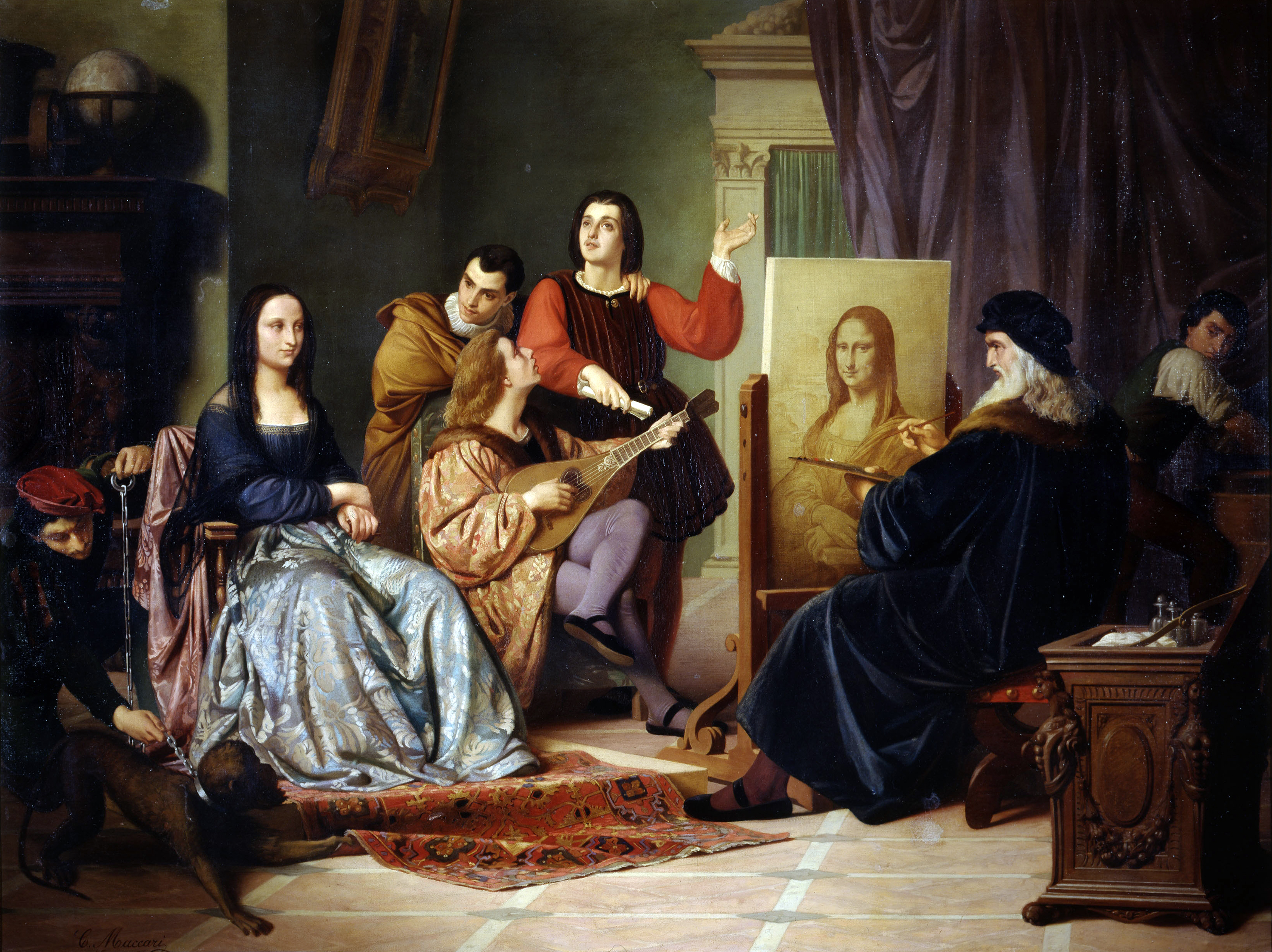
Leonardo che ritrae la Gioconda, Cesare Maccari, 1863, olio su tela, 97x130 cm (Asciano, Museo Cassioli)

Leonardo non ebbe incarichi, né compensi, durante la primavera del 1503, cosa che potrebbe in parte spiegare il suo interesse per un ritratto privato. Dovette probabilmente ritardare il suo lavoro sulla Gioconda quando ricevette, nello stesso anno, il pagamento per l'avvio della Battaglia di Anghiari, destinata al Salone dei Cinquecento di Palazzo Vecchio, che era una commissione più prestigiosa, oltre ad avere un termine fissato per la sua consegna per il febbraio 1505. Nel 1506, Leonardo considerò il ritratto incompiuto e, per questo motivo, non venne pagato per il lavoro, né consegnò il dipinto al committente.
Vi sono voci discordanti su ciò che successe all'opera; secondo alcuni, i dipinti dell'artista viaggiarono con lui per tutta la vita e l'artista probabilmente completò la Monna Lisa molti anni dopo, in Francia, circa nel 1516. Secondo altri studiosi, Giuliano de' Medici avrebbe conservato gelosamente il ritratto di Lisa, pare fino al 1515, quando dovette disfarsene, restituendolo a Leonardo, perché convolato a nozze con Filiberta di Savoia. Nel Trattato della pittura, il genio toscano scrisse: "E già intervenne a me fare una pittura che rappresentava una cosa divina, la quale comperata dall'amante di quella volle levarne la rappresentazione di tal deità per poterla baciare senza sospetto, ma infine la coscienza vinse i sospiri e la libidine, e fu forza ch'ei se la levasse di casa".
Il titolo del dipinto risale al 1550. Giorgio Vasari, conoscente di almeno una parte della famiglia di Francesco, ne Le vite de' più eccellenti pittori, scultori e architettori, pubblicato per la prima volta nello stesso anno da Lorenzo Torrentino a Firenze, scrisse:
(Giorgio Vasari, Le vite de' più eccellenti pittori, scultori e architettori, 1550)

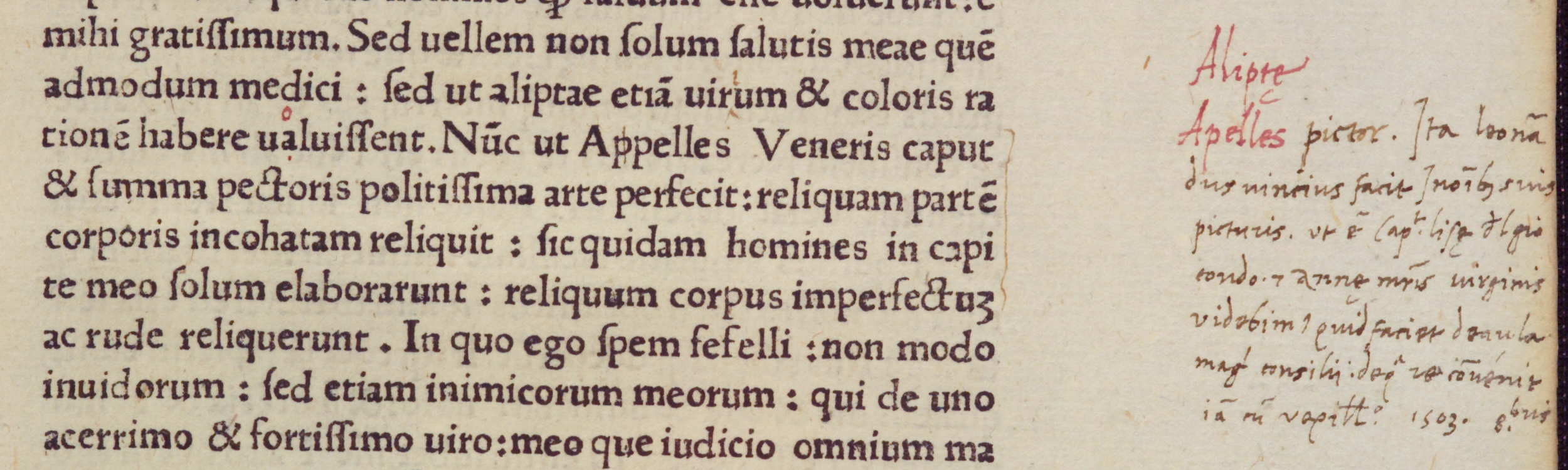
La nota di Agostino Vespucci

Nel 2005, il professor Veit Probst, storico e direttore della Biblioteca Universitaria di Heidelberg, ha scoperto, nella collezione della biblioteca, una nota del 1503 in una raccolta di lettere dell'oratore romano Marco Tullio Cicerone, scritta da Agostino Vespucci, che ha stabilito con certezza l'identità del soggetto della Gioconda, che era appunto Lisa Gherardini. Il cancelliere fiorentino scrisse infatti: "(Come) il pittore Apelle. Così fa Leonardo da Vinci in tutti i suoi dipinti, ad esempio per la testa di Lisa del Giocondo e di Anna, la madre della Vergine. Vedremo cosa ha intenzione di fare per quanto riguarda la grande sala del Consiglio, di cui ha appena siglato un accordo con il Gonfaloniere".
La Gioconda viene custodita in Francia dal XVI secolo, quando venne acquistata dal re Francesco I. Dopo la Rivoluzione francese, se ne impossessò il popolo francese e venne trasferito al Museo del Louvre di Parigi; Napoleone Bonaparte lo fece collocare nella sua camera da letto, ma nel 1804 tornò al Louvre. La speculazione assegna il nome di Lisa anche ad altri quattro quadri e la sua identità ad almeno dieci donne diverse. Alla fine del XX secolo, il dipinto divenne la più famosa opera d'arte del mondo ed un'icona dell'arte occidentale, venendo utilizzato in più di trecento opere di altri artisti e da oltre duemila pubblicità. Circa sei milioni di persone visitano ogni anno il dipinto al Louvre, dove è parte della collezione nazionale francese.